# Belostoma saratogae
Belostoma saratogae är en insektsart som beskrevs av Menke 1958. Belostoma saratogae ingår i släktet Belostoma och familjen Belostomatidae. Inga underarter finns listade i Catalogue of Life.